# 恋をあげよう (曲)
「恋をあげよう」は、1970年1月10日に東芝レコードから発売された永田英二の2枚目のシングルである。

## 概要
A面曲について、近田春夫が「全ジャニーズ曲の中で一番好き」だと語っている。
2022年3月時点、未CD化。

## 収録曲
1. 恋をあげよう [2:52]
作詞：片桐和子/作曲・編曲：鈴木邦彦
2. 恋の歯車 [2:48]
作詞：片桐和子/作曲・編曲：鈴木邦彦